# Ustilaginaceae
Ustilaginaceae es una familia de hongos tizón en el orden Ustilaginales. Contiene 18 géneros y 607 especies, entre ellas el carbón o carboncillo de los cereales (Ustilago hordei (Pers.) Lagerh.).

## Géneros
| - Ahmadiago, - Anomalomyces, - Centrolepidosporium, - Eriocaulago, - Eriomoeszia, - Eriosporium, | - Franzpetrakia, - Juliohirschhornia, - Macalpinomyces, - Melanopsichium, - Moesziomyces, - Parvulago, | - Pericladium, - Pseudozyma, - Sporisorium, - Tranzscheliella, - Ustilago, - Yenia. |